# Roberto Masotti
Roberto Masotti (* 1947 in Ravenna; † 25. April 2022 in Mailand) war ein italienischer Fotograf, der vor allem in den Bereichen Jazz, Klassische Musik und Theater tätig war.

## Wirken
Masotti studierte Industriedesign in Florenz, bevor er sich der Fotografie zuwandte und 1974 nach Mailand zog. Hier begann er eine Zusammenarbeit mit Gianni Sassis Cramps Records, der Band Area und Demetrio Stratos; es entstanden Porträts von Stratos, John Cage oder anderen Komponisten. Daneben fotografierte er auch Franco Battiato und Keith Jarrett. Manfred Eicher lud Masotti in den 1970er Jahren häufig zu Studioaufnahmen nach Oslo und Ludwigsburg ein, wo er die Aufnahmesitzungen vieler mittlerweile als „Klassiker“ in die Musikgeschichte eingegangenen Alben dokumentierte; auch sonst hat er zahlreiche Künstlerporträts fotografiert, aber auch Naturaufnahmen, die zum Teil als Coverfotografien verwendet wurden. Gemeinsam mit seiner Frau Silvia Lelli war Masotti zwischen 1979 und 1996 offizieller Fotograf am Mailänder Teatro alla Scala und dokumentierte dort die Aufführungen vor allem von klassischer Musik, Oper und Ballett. 
Masottis Ausstellung You turned the tables on me mit 115 Porträts zeitgenössischer Musiker, die zwischen 1974 und 1981 entstanden, wurde in London, München, Berlin, Mailand, Genua, Turin und anderen italienischen Städten gezeigt. Sie wurde Bestandteil eines sich stetig erweiternden Fundus, aus der er auch das Konzept für die Veranstaltung The turn of the table entwickelte, die 1997 in Roccella stattfand.  1984 stellte er aus Hunderten von Fotos von John Cage die Ausstellung Photographs Cage in Turin zusammen. Seine Fotoserie Naturae Sequentia Mirabilis wurde in Badenweiler und Arte Sella gezeigt. 2001 fand im Rahmen des Total Music Meeting seine Ausstellung Tagebuch des Südens/Diario del Sud statt,  die er zuvor bereits in Bari zeigte.
Masotti hat mehrere Bücher mit seinen Fotos veröffentlicht, zunächst mit Silvia Lelli über die Scala. Sein Buch Keith Jarrett: A Portrait dokumentiert Auftritte und Sessions Jarretts in unterschiedlichen Bands und in Solokonzerten zwischen 1969 und 2009. Ein geplanter Bildband über Franco Battiato konnte nicht mehr zu seinen Lebzeiten erscheinen. Er beschäftigte sich auch mit Installationen, Videoarbeiten (dabei Cage-Revisions, die in Call 2021 by Città Sonora versammelt sind), Regieanweisungen und anderen Formaten, die es Bildern erlaubten, die Zeit anzuhalten und dennoch zu „spielen“. Er starb nach einer Erkrankung an Leukämie im Alter von 75 Jahren in Mailand.
Masotti hat vor allem mit Schwarzweißfotos das visuelle Bild von ECM Records und dessen Musikern fotografisch mitgeprägt. Mit Manfred Eicher und Dieter Rehm kuratierte er 1990 im Palazzo Massari in Ferrara die erste große ECM-Coverausstellung (Se brami vedere, ascolta).

## Bücher
- Silvia Lelli, Roberto Masotti: La Scala nel mondo. Mailand, Edizioni Del Teatro Alla Scala, 1982
- Silvia Lelli, Roberto Masotti: Teatro alla Scala (magia della scena). Mailand, Massimo Baldini Editore, 1985
- Marcello Lorrai, Roberto Masotti: Italian Instabile Orchestra. Mailand, Auditorium, 1997
- Silvia Lelli, Roberto Masotti, Bozzetti di Emanuele Luzzati: Tutti in scena! Costumi del teatro alla Scala. Falstaff, I Capuleti e i Montecchi, Otello. Mazzotta, 2001
- Keith Jarrett – a Portrait. Seipersei 2015
- Jazz Area. 2019
- John Cage, In a Landscape. Seipersei 2019